# Dia V-J
O dia V-J, também conhecido como dia da vitória sobre o Japão (em inglês: Victory over Japan Day (VJ Day)), é uma sigla utilizada para designar o dia 15 de agosto de 1945, o dia da rendição do Japão, que posteriormente deu fim à Segunda Guerra Mundial.

## Três datas
O termo foi aplicado aos dias em que o anúncio inicial da rendição do Japão em 15 de agosto de 1945, no Japão, e por causa das diferenças de fuso horário 14 de agosto de 1945 quando foi anunciado nos Estados Unidos e o resto das Américas e Ilhas do Pacífico Oriental – bem como a 2 de setembro de 1945, quando o documento de rendição foi assinado, encerrando oficialmente a Segunda Guerra Mundial.
15 de agosto é o dia oficial do VJ para o Reino Unido, enquanto a comemoração oficial dos EUA é 2 de setembro. O nome, VJ Day, foi escolhido pelos Aliados depois que eles nomearam o VE Day para a vitória na Europa.

## Formalização
Em 2 de setembro de 1945, a rendição formal ocorreu a bordo do encouraçado USS Missouri na Baía de Tóquio. No Japão, 15 de agosto geralmente é conhecido como o "dia da memória do fim da guerra" (終戦記念日, Shūsen-kinenbi); o nome oficial do dia, no entanto, é "o dia de luto pelos mortos na guerra e de oração pela paz" (戦没者を追悼し平和を祈念する日, Senbotsusha o tsuitōshi heiwa o kinensuru hi). Este nome oficial foi adotado em 1982 por uma portaria emitida pelo governo japonês.